# Žiga Mandl
Žiga Mandl, slovenski smučarski skakalec, * 13. januar 1990.
Mandl je član kluba SSK Costella Ilirija. Na Zimski univerzijadi 2011 v Erzurumu je osvojil srebrno medaljo na ekipni tekmi na srednji skakalnici ter bronasti medalji posamično na srednji in veliki skakalnici. V kontinentalnem pokalu je najboljšo uvrstitev dosegel 14. decembra 2011 v Almatiju, ko je osvojil drugo mesto, dvakrat je bil tudi tretji. V svetovnem pokalu je debitiral 15. marca 2012 na poletih v Planici, ko se mu ni uspelo kvalificirati na tekmo, je pa dosegel svoj osebni rekord 192 m.